# 尼拘律園
尼拘律園，又稱尼拘律苑、尼拘律樹園。意譯為無節園、縱廣園。位於迦毘羅衛國城南，釋迦牟尼成道後，曾在此為其父淨飯王說法。淨飯王在此為釋迦牟尼興建伽藍，供僧團居住。

## 歷史
興建於尼拘律樹林中，因此得名。阿育王曾在此建窣堵波。